# Джафаров, Ильгар Шабан оглы
Ильгар Шабан оглы Джафаров (азерб. İlqar Şaban oğlu Cəfərov; род. 28 ноября 1960, Кировабад, Азербайджанская ССР) — азербайджанский фотожурналист, сотрудник Государственного агентства информации АзерТАдж. Победитель таких международных фотоконкурсов, как Russian Press Photo-2007, Clean World Austrian-2008, «Юмор в спорте», «Москва-2009» и др. Снимки Джафарова были изданы в книгах и каталогах, на его счету несколько персональных фотовыставок за границей и в Азербайджане. Заслуженный работник культуры Азербайджана (2010).

## Биография
Ильгар Джафаров родился 28 ноября 1960 года в городе Кировабад (Гянджа), где и вырос. Его родители были учёными в области хлопководства. В 10 лет отец подарил Джафарову его первый фотоаппарат — «Смену-8». Когда у Джафарова появился фотоаппарат, он стал снимать все вокруг. Опыта он набирался в магазине, где часто приобретал химические препараты для проявки. Туда часто заходили профессиональные фотографы, которых и распрашивал Джафаров. Следуя их рекомендациям и самостоятельно учась, Джафаров вскоре втянулся. Понемногу ему стали предлагать работу.
В 1983 году Джафаров окончил Азербайджанский сельскохозяйственный институт. Вскоре Ильгар Джафаров окончил факультет фотожурналистики при фотоцентре Союза журналистов СССР в Москве.
Профессиональная карьера Джафарова началась в 25 лет. Уже к 30 годам он работал фотокорреспондентом бакинского подразделения ТАСС. С 1991 года Ильгар Джафаров является фотокорреспондентом Азербайджанского государственного телеграфного агентства (ныне — АзерТАдж).
Работая фотокорреспондентом в АзерТАдже, в 1992 году Ильгар Джафаров начал снимать беженцев и вынужденных переселенцев, ставшими жертвами Первой карабахской войны. По роду своей деятельности Джафаров часто ездил в командировки в палаточные городки и приграничные районы. Особо Джафаров отмечает свои первые поездки в Шушу, Лачин, Физули, Агдам и Ходжалы. Там Джафаров снимал детей, стариков, военных. У него собралась целая серия фотографий, которые он представил на своей выставке «Крик души». Ильгаром Джафаровым были сделаны фотоснимки жертв Ходжалинской резни.
С 2007 года Ильгар Джафаров становится призёром международных фотоконкурсов.
26 февраля 2010 года Ильгар Джафаров указом президента Азербайджана Ильхама Алиева был удостоен звания Заслуженного работника культуры Азербайджанской Республики.

## Достижения

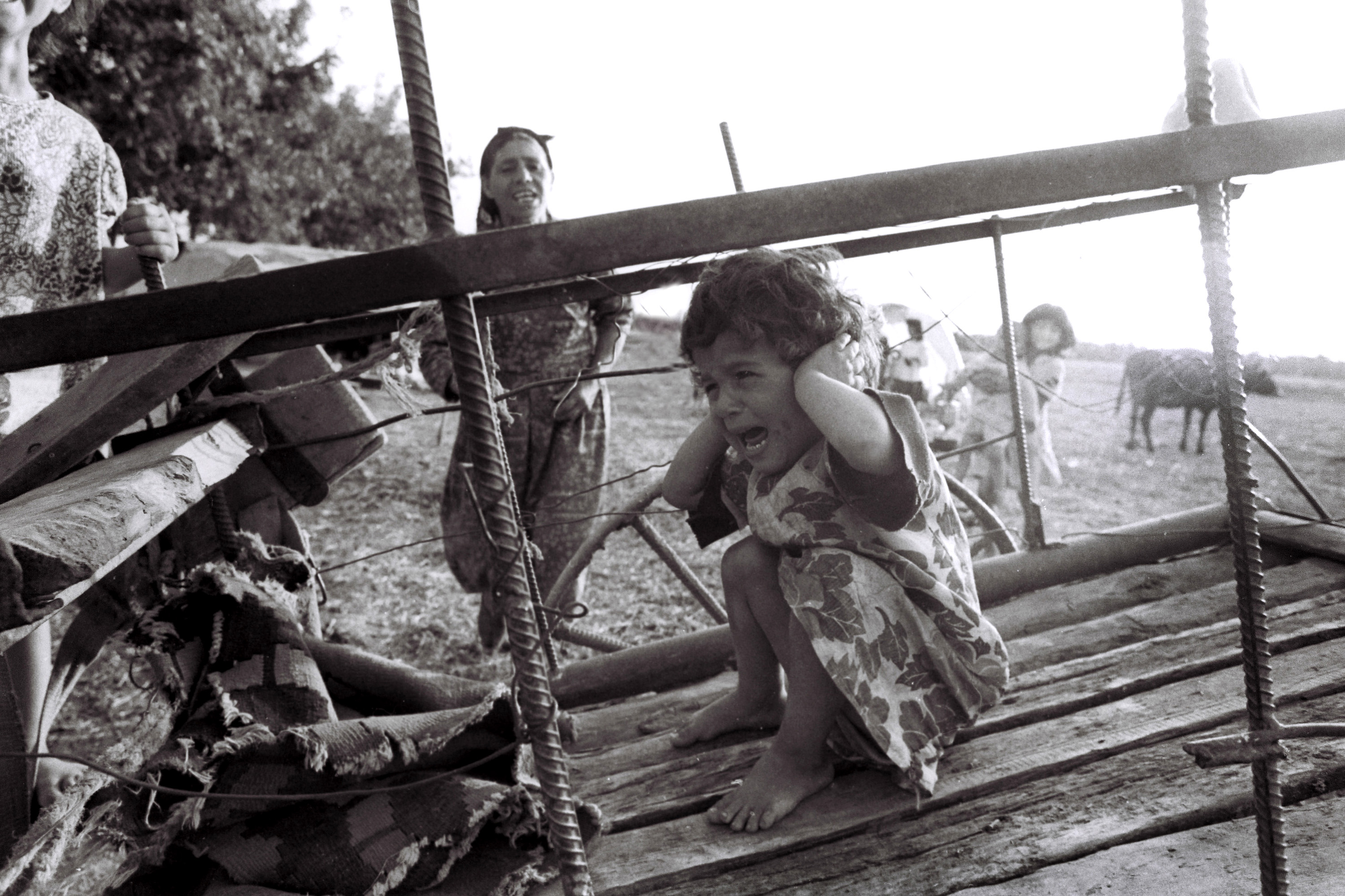
Фотография, сделанная Джафаровым в годы Карабахской войны (из серии «Крик души или несостоявшееся детство», за которую в 2014 Джафаров был удостоен золотой медали VII Ташкентского международного фотобиеннале)

В 2009 году Джафаров был удостоен одного из призовых мест международного фтоконкурса Nikon Photo Contest International под названием «В сердце образа». Снимок Джафарова, на котором был запечатлён чемпион Европы по бодибилдингу Вугар Вердиев, которого он снял во время состязания, занял второе место в номинации «Свободный стиль».
9-10 февраля 2010 года в связи с 14-й годовщиной создания Национального паралимпийского комитета Азербайджана в выставочном зале Союза художников Азербайджана состоялась фотовыставка на тему «Паралимпийские мгновения». На выставке были продемонстрированы 100 работ Ильгара Джафарова, которые были отсняты на Паралимпийских играх в Пекине в 2008 году.
В мае 2014 года на фотоконкурсе, проведенном Президентской библиотекой имени Б. Н. Ельцина «Наша Олимпиада» в номинациях «Быстрее! Выше! Сильнее!» и «Олимпийские традиции Санкт-Петербурга», работы Джафарова стали лучшими среди 1500 фотографий, представленных на этот фотоконкурс. В октябре этого же года Ильгар Джафаров стал победителем VII Ташкентской международной фотобиеннале, став обладателем золотой медали за серию фотографий «Крик души или несостоявшееся детство» в номинации «Лучшая документальная серия фотографий». Фотографии, представленные Джафаровым на конкурс были сделаны во время боевых действий в Карабахе.
На международном фотоконкурсе «Love Story International Salon 2014», проходившем под патронажем FIAP в России, работа Ильгара Джафарова «Любовь паралимпийца» была удостоена почётной грамоты Международного объединения фотографов (UPI). Эта фотография была снята в Афинах (Греция), в период Паралимпийских Игр в сентябре 2004 года.
В январе 2015 года на международном цифровом фотосалоне в Сербии (2nd International Salon of Photography «Kula-Grand Prix 2014») работа Ильгара Джафарова «Зебры» была удостоена бронзовой медали в номинации «Монохромная фотография». Фотография «Зебры» была сделана на церемонии открытия чемпионата мира по футболу среди девушек до 17 лет в сентябре 2012 года на Республиканском стадионе им. Тофика Бахрамова в Баку. В марте этого же года Ильгар Джафаров за фотографию «Чистка», которая была сделана было в марте 2012 года на территории отеля «Fairmont Baku», стал обладателем золотой медали I Международного салона фотографии «DONEGAL 2015» (1st International Salon of Photography «DONEGAL 2015»), проходившего в Ирландии.
В декабре 2015 года фотография «Гонка на колёсах», сделанная Джафаровым на Паралимпийских играх 2008 года, победила в номинации «Фотожурналистика» международного фотоконкурса «Bucovina Mileniul III», проходившем под патронажем FIAP в Румынии. В этом же месяце его фотография «В полёте», запечатлевшая гимнаста на I Европейских играх в Баку, была удостоена серебряной медали в номинации «Мужчина» на международном фотоконкурсе «ATM CIRCUIT 2015» в Подгорице (Черногория).
В начале июня 2016 года снимок Джафарова «Дзюдоисты», сделанный во время первых Европейских игр 2015 года в Баку, был удостоен бронзового диплома Международной фотографической ассоциации мастеров света в категории «Решающий момент» на международной выставке художественной фотографии Goodlight-2016 в Сербии. В конце месяца Ильгар Джафаров был удостоен золотой медали Международного союза фотографов за работу «Тренер» (снята во время финального матча по хоккею с шайбой среди женских сборных Канады и США в феврале 2014 года на зимних Олимпийских играх в Сочи) и серебряной медали фотоклуба штата Аризона (США) за фотографию «До старта» (снята во время церемонии открытия первых Европейских игр и была отмечена в августе 2015 года почётной лентой Цифрового фотоархива на международном фотоконкурсе в Хорватии) на Первой Международной цифровой фотовыставке в Гонконге. В сентябре этого же года фотография Джафарова «Геометрия жизни», сделанная возле Центра Гейдара Алиева в Баку, была удостоена Почётной ленты Салона в рамках международного фотоконкурса «DPW SUMMER CIRCUIT 2016», который проходил в городе Алексинас (Сербия).
В 2017 году удостоен Бронзовой медали МOL PA (Master of Light Photographic Association) и Почётной ленты Американского Общества фотографов. Удостоен Золотой медали Федерации фотографов Индии и почётной ленты Международной федерации фотоискусства (FIAP).
В 2020 году награждён Золотой медали Ассоциации фотографов Мальды.
В 2023 году награждён золотой медалью FIAP (Международной федерации фотоискусства) за победу на проходившем в Сербии международном фотоконкурсе GOOD LIGHT 2023. В том же году удостоен золотой медали Федерации индийской фотографии (FIP).
В 2025 году удостоен золотой медали Aмериканского фотографического общества (PSA) на международном фотоконкурсе BOKA BAY 2025 в Сербии.

Фотографии, сделанные Ильгром Джафаровым и удостоенные международных наград
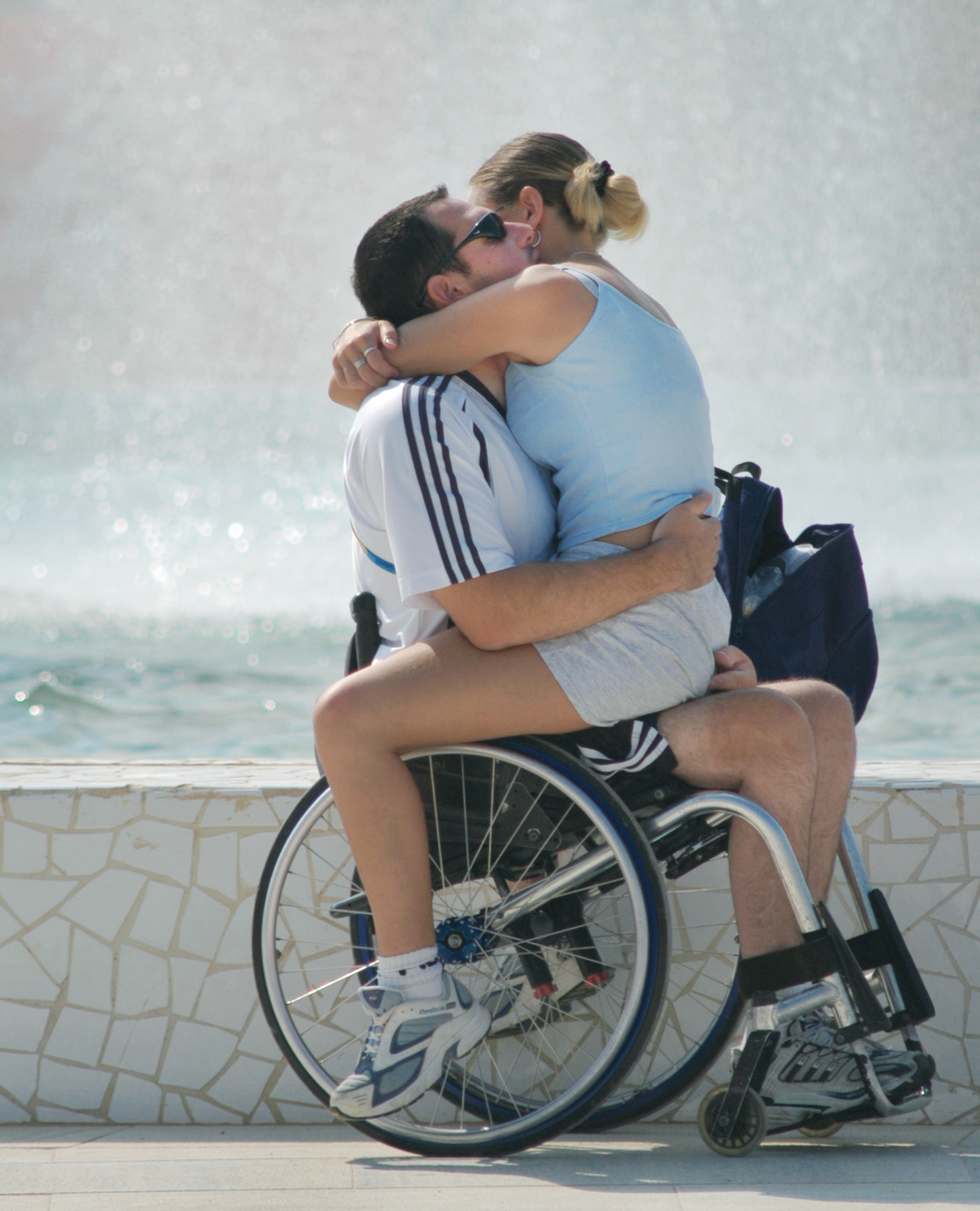
Фотография «Любовь паралимпийца» удостоенная в 2014 почётной грамоты Международного объединения фотографов
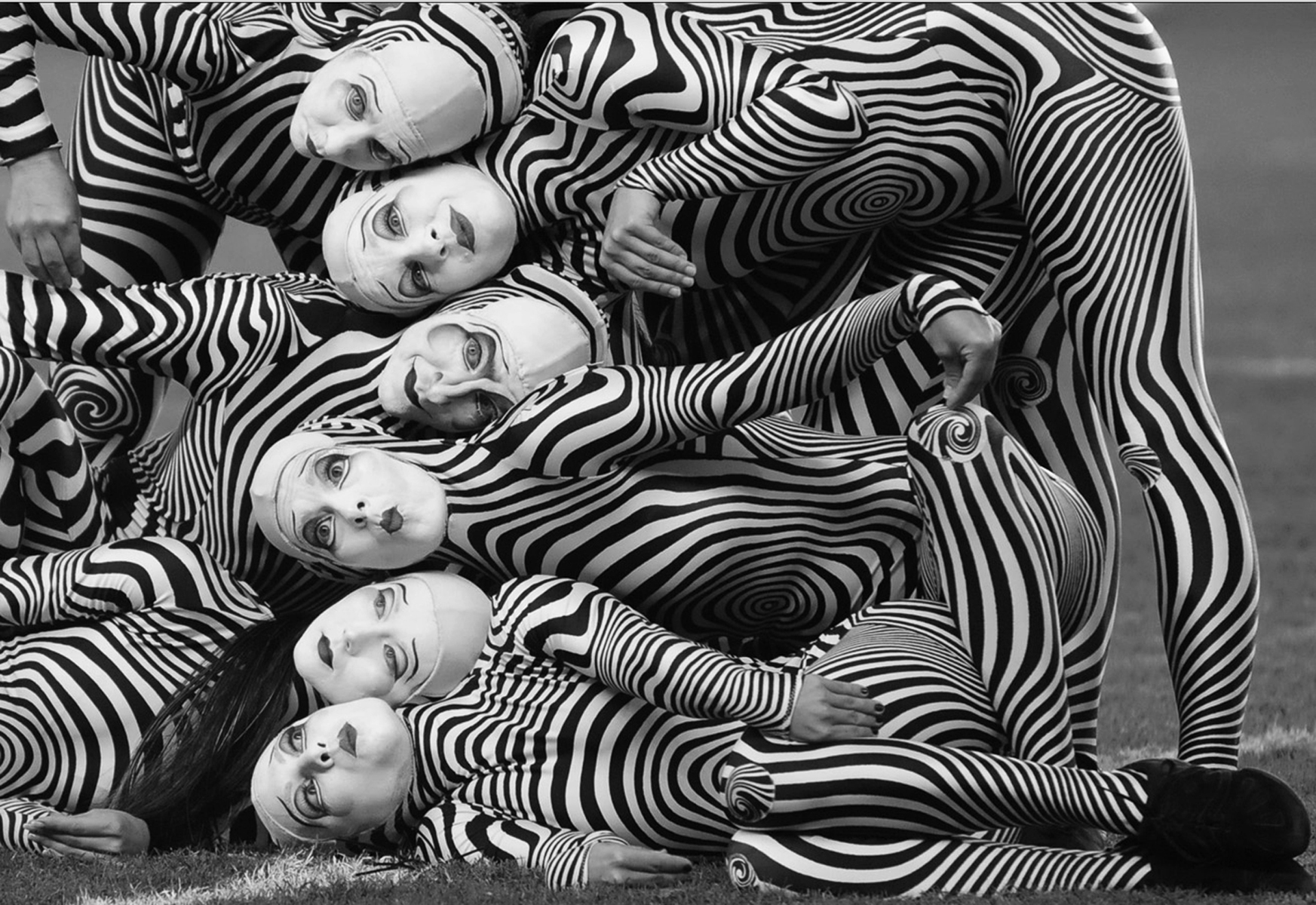
Фотография «Зебры», удостоенная в 2015 бронзовой медали на международном цифровом фотосалоне в Сербии
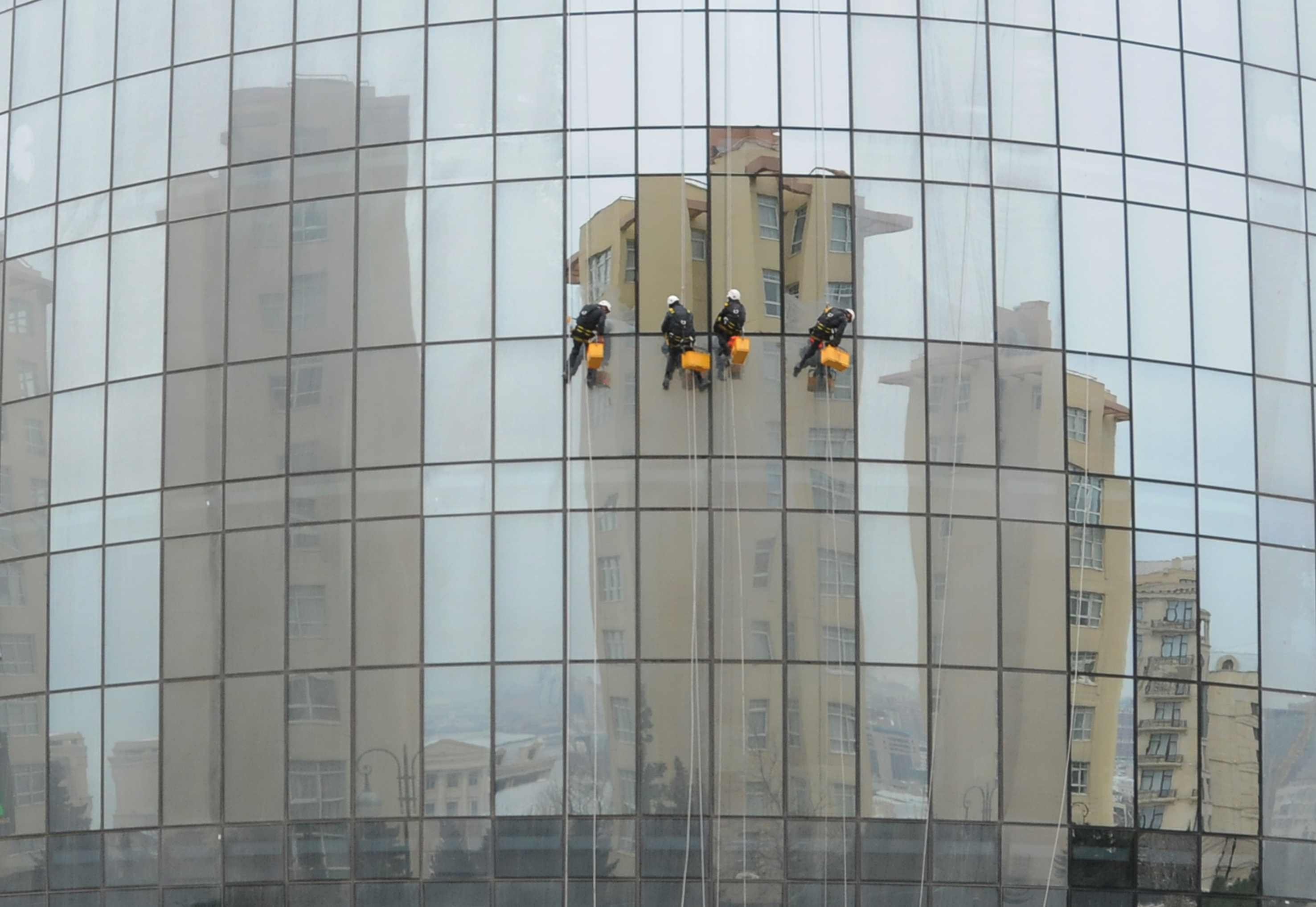
Фотография «Чистка», удостоенная в 2015 золотой медали I Международного салона фотографии «DONEGAL 2015» в Ирландии